# Justicia diversifolia
Justicia diversifolia es una especie de planta floral del género Justicia, familia Acanthaceae.
Es nativa de Cuba.